# Бісейська станція космічного патрулювання
34°40′19″ пн. ш. 133°32′40″ сх. д. / 34.671972222222° пн. ш. 133.54444444444° сх. д.
Бісейська станція космічного патрулювання (Bisei Spaceguard Center) — японська астрономічна обсерваторія, створена для відстеження астероїдів і космічного сміття (яке разом із застарілими космічними кораблями та супутниками, а також іншими невеликими об'єктами можуть становити небезпеку для роботи космічних кораблів). Станція побудована у 2000 році в Бісеї (район міста Ібара, префектура Окаяма) Японським космічним форумом (JSF) за участі Міністерства освіти, культури, спорту, науки і технологій. Усі витрати на центр покриває Японське агентство аерокосмічних досліджень (JAXA). З початку відкриття станції, тут відкрили понад 400 малих планет.

## Інструменти
- Телескоп Кассегрена з діаметром дзеркала 1 метр має поле зору в три градуси, використовуватиме мозаїку з десяти ПЗЗ-детекторів, кожен з яких має розмір 2096x4096 пікселів.[1]
- Телескоп Річі-Кретьєна діаметром 0,5 метрів з полем зору 2х2 градуси.[1]